# طواف سويسرا 2012
طواف سويسرا 2012 هو سباق دراجات هوائية أقيم في سويسرا بتاريخ 9–17 يونيو 2012، تكون السباق من 9 مرحلة وامتدّ لمسافة 1,398.6 كم بسرعة 38.940 كم/س، استغرق السباق 35 ساعة 54 دقيقة 49 ثانية. فاز به البرتغالي روي كوستا.

## الترتيب
| م                     | الدرّاج           | البلد    | الزمن                     |
| --------------------- | ---------------- | -------- | ------------------------- |
| الفائز بالترتيب العام | روي كوستا (دراج) | البرتغال | 35 ساعة 54 دقيقة 49 ثانية |
| حسب النقاط            | بيتر ساجان       | سلوفاكيا | -                         |